# Hugues Ngouélondélé
Hugues Ngouélondélé (* 30. November 1961, Brazzaville, Kongo-Brazzaville) ist ein Politiker in der Republik Kongo. Er war Bürgermeister (Maire) von Brazzaville und ist Ministre des Sports et de l'Éducation physique seit 2017.

## Leben
Hugues Ngouélondélé wurde am 30. November 1961 in Brazzaville geboren. Er ist der Sohn von General Emmanuel Ngouélondélé Mongo, dem ehemaligen Chef der Staatssicherheit (sécurité d’État) und des Geheimdienstes (services de renseignement) in Kongo-Brazzaville.
Nach einem Studium der Rechtswissenschaften erwarb er ein Diplom als Zollinspektor (Inspecteur des douanes sédentaires) an der Zollschule von Koela, Algerien, und an der École des Douanes in Brüssel. Er begann seine Karriere als Inspecteur des douanes, bevor er den Posten als Repräsentant des Kongo bei der Weltzollorganisation übernahm.
Im Juni 2002 wurde er als Abgeordneter des 4. Arrondissements von Brazzaville (Moungali II) gewählt und 2007 erneut in der ersten Runde.
Im Februar 2003 wurde er zudem zum Bürgermeister von Brazzaville gewählt. Er wurde der Nachfolger von General Benoît Moundélé-Ngollo. Er wurde 2008 wiedergewählt.

## Persönliches
Er ist der Schwiegersohn von Präsident Denis Sassou-Nguesso, Ehrenpräsident des Orly Cigar Smokers’ Club sowie der Diables Noirs, eines Fußballvereins in der kongolesischen Hauptstadt.
Er ist Präsident der Vereinigung der Bürgermeister des Kongo und Vizepräsident der Association internationale des maires francophones (AIMF).